# 施盧赫湖

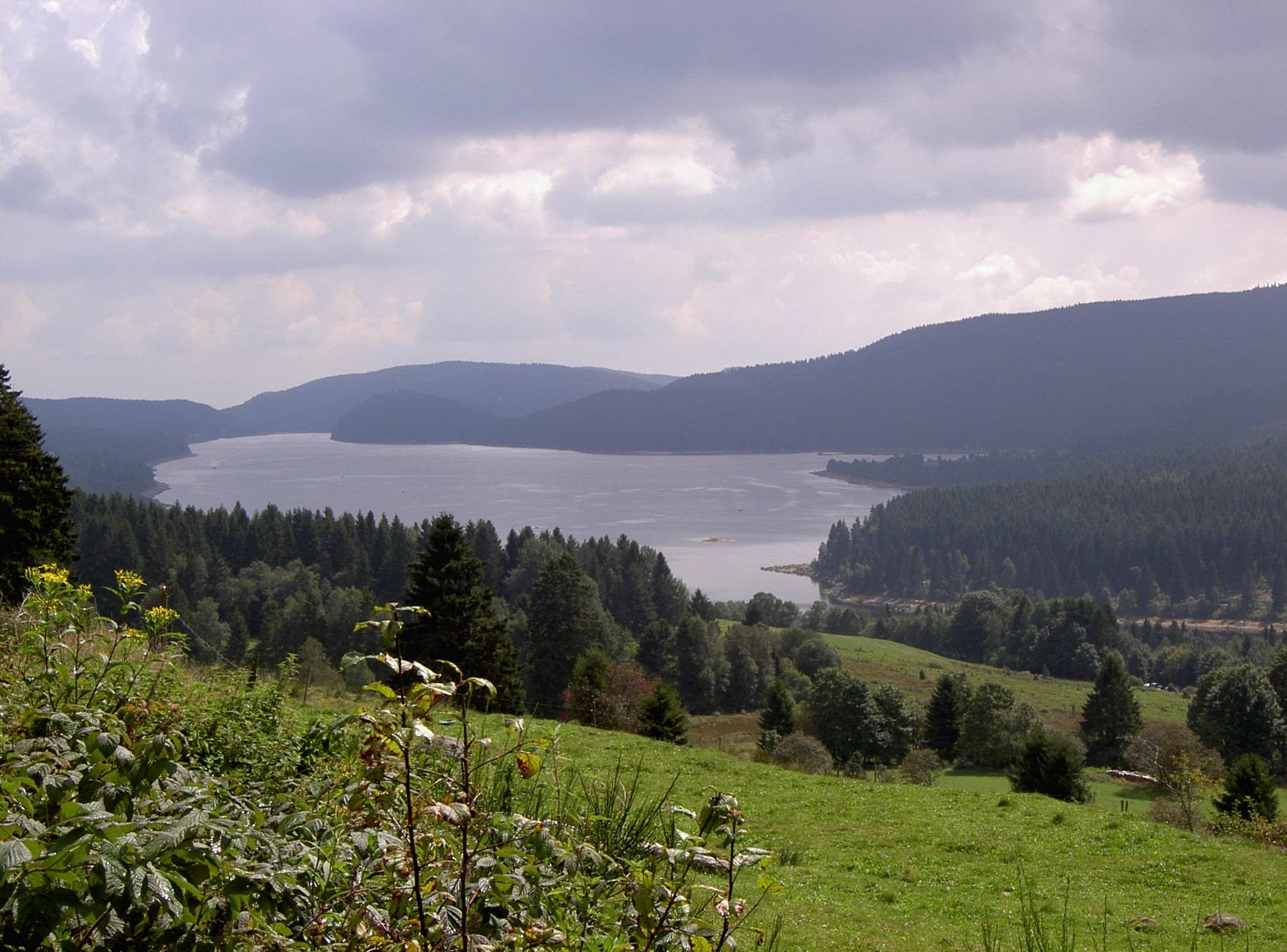

施盧赫湖（德語：Schluchsee，發音：[ˈʃluːxˌzeː]）是德國巴登-符腾堡州布赖斯高-上黑林山县的水庫，始建於1932年，長7.5公里、寬1.4公里，面積5.14平方公里，集水區面積72.78平方公里，海拔高度930米，蓄水量1.14億立方米。

## 外部連結
- Schluchsee.de - Tourist information
- Schluchsee: History and images （页面存档备份，存于） （德文）
- （页面存档备份，存于） - Sailing School
- Images from Schluchsee  （页面存档备份，存于）